# Беркідда
Беркідда (італ. Berchidda, сард. Bilchidda, вен. Berchida) — муніципалітет в Італії, у регіоні Сардинія, провінція Сассарі. До 2016 року муніципалітет належав до провінції Ольбія-Темпіо.
Беркідда розташована на відстані близько 310 км на південний захід від Рима, 175 км на північ від Кальярі, 32 км на південний захід від Ольбії, 15 км на південний схід від Темпіо-Паузанії.
Населення — 2832 особи (2014).
Щорічний фестиваль відбувається 20 січня. Покровитель — San Sebastiano.

## Демографія
Населення за роками:

Станом на 1 січня 2023 року в муніципалітеті офіційно проживало 60 іноземців з 10 країн, серед них 50 громадян країн Євросоюзу та 2 громадяни України.

## Сусідні муніципалітети
- Ала-дей-Сарді
- Каланджанус
- Монті
- Оскірі
- Темпіо-Паузанія